# Forum sociale mondiale
Il Forum sociale mondiale (indicato anche con l'acronimo FSM; in inglese World Social Forum) è un incontro annuale dei membri dei movimenti della società civile per la globalizzazione alternativa, per coordinare le campagne mondiali, condividere e raffinare le strategie organizzative, informarsi vicendevolmente sui diversi movimenti sparsi per il mondo e sulle loro tematiche. Tende a incontrarsi in gennaio contrapponendosi per finalità al Forum economico mondiale che si riunisce nello stesso periodo a Davos (Svizzera).
(Appello finale della prima edizione)

## Storia

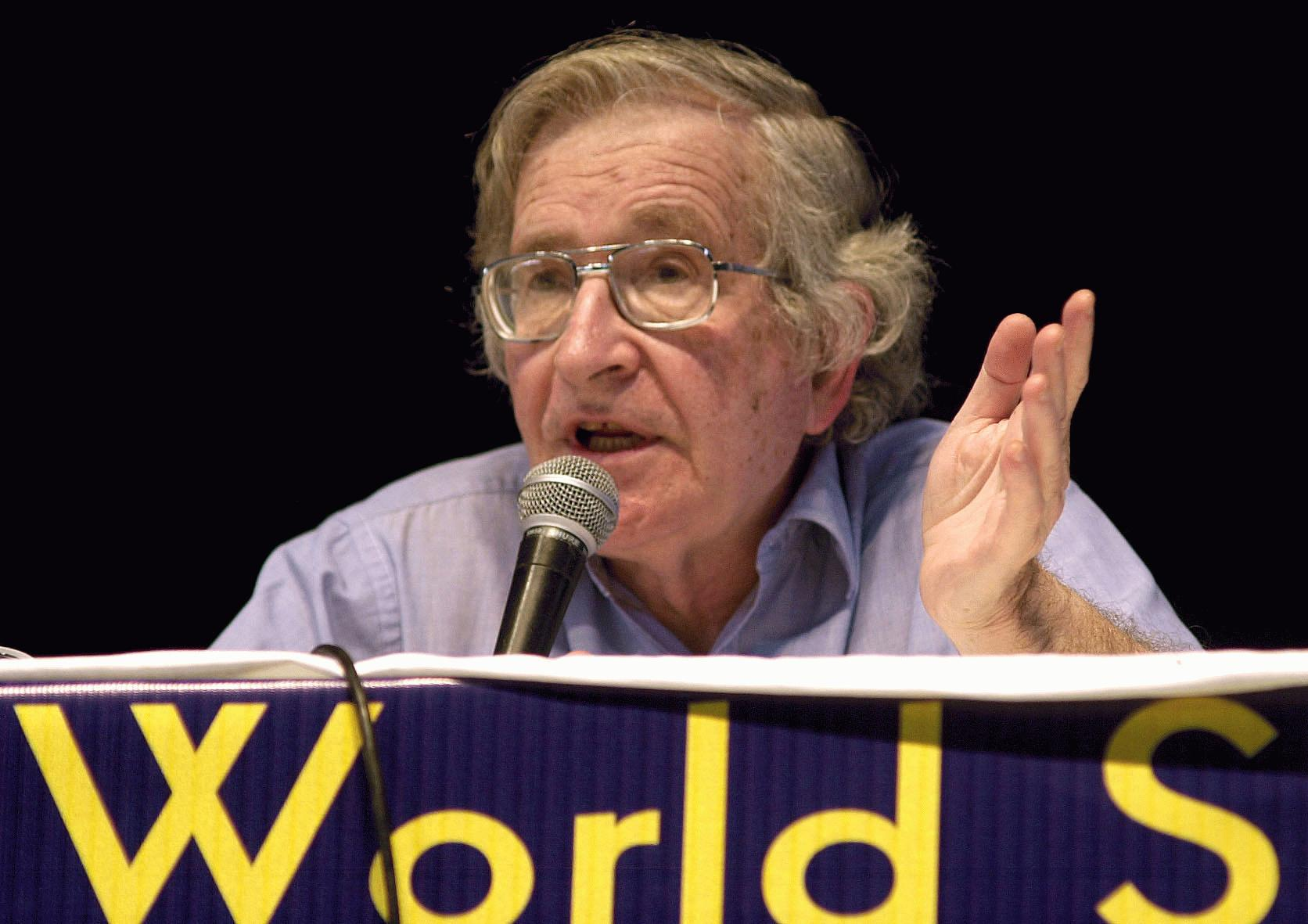
Noam Chomsky al World Social Forum del 2003

Il primo FSM si svolse dal 25 al 30 gennaio 2001 a Porto Alegre (Brasile), organizzato da molti gruppi coinvolti nei movimenti di alternativa alla globalizzazione, tra cui l'Associazione per la tassazione delle transazioni finanziarie e per l'aiuto ai cittadini. Il FSM venne sponsorizzato in parte dal governo di Porto Alegre, guidato dal Partito dei Lavoratori (PT) del Brasile. La città stava sperimentando un innovativo modello di governo locale, che combinava le tradizionali rappresentanze istituzionali con la partecipazione popolare ad assemblee aperte. 12.000 persone provenienti da tutto il mondo parteciparono alla prima edizione. In quel periodo il Brasile si trovava in un momento di trasformazione che avrebbe successivamente portato alla vittoria elettorale del candidato del PT Luiz Inácio Lula da Silva.
Il secondo FSM si tenne anch'esso a Porto Alegre, dal 31 gennaio al 5 febbraio 2002, con la partecipazione di oltre 12.000 delegati ufficiali in rappresentanza di 123 paesi, 60.000 partecipanti, 652 laboratori e 27 dibattiti. Uno degli oratori più famosi fu il famoso scrittore e dissidente auto-proclamato Noam Chomsky.
Il terzo FSM si tenne anch'esso a Porto Alegre, dal 23 al 28 gennaio 2003. Ci furono molti laboratori paralleli, tra cui ad esempio quello intitolato Vita dopo il capitalismo, che propose delle discussioni mirate su possibilità partecipative, non-comuniste e non-capitaliste, per aspetti differenti delle strutture sociali, politiche, economiche e di comunicazione .
Il quarto FSM si tenne a Mumbai (India), dal 16 al 21 gennaio 2004. La partecipazione attesa di 75.000 persone venne superata di migliaia. La diversità culturale fu un aspetto notevole del forum. L'altra decisione importante che venne presa fu la presa di posizione sul software libero. Uno degli oratori principali del FSM 2004 fu Joseph Stiglitz.
Il quinto FSM si tenne anch'esso a Porto Alegre, dal 26 al 31 gennaio 2005. Un gruppo di partecipanti al forum rilasciò il Manifesto di Porto Alegre.
Il sesto FSM fu "policentrico" e si svolse in diverse città del mondo: nel gennaio 2006 a Caracas (Venezuela) e Bamako (Mali) e nel marzo 2006, a Karachi (Pakistan).
Il Forum in Pakistan fu spostato a marzo a causa del terremoto del Kashmir.
Il settimo FSM si tenne a Nairobi, in Kenya nel gennaio 2007.
L'ottavo FSM fu una Giornata globale di azione del Forum sociale mondiale il 26 gennaio 2008, che quell'anno sostituirà l'evento-Forum centralizzato.
Il nono FSM si è tenuto a Belém (Brasile) nel gennaio 2009
Il decimo FSM, quello del 2010 si è tenuto a Porto Alegre con una speciale marcia fino a Sapiranga tra il 26 al 29 gennaio, ad Haiti, a Salvador de Bahia tra il 29 e il 30 gennaio, a Madrid e Barcellona tra il 28 e il 31 gennaio, nella Repubblica Ceca, Praga tra il 29 e il 30 gennaio, a Stoccarda, Germania tenuta dal 29 al 30 gennaio, nel Giappone ad Osaka tra il 21 e 22 marzo, a Rio de Janeiro tra il 20 e il 20 dello stesso mese. Prossimi sono Città del Messico dal 2 al 4 maggio, a Detroit, MI, USA tra il 22e 26 giugno lo US Social Forum, in Guinea a luglio, a Belém, tra il 21 e 26 luglio, ad Asunción in Paraguai tra l'11 e il 15 agosto, in Niger ad ottobre dal 15 al 19, in Argentina a La Plata tra l'8 e il 13 novembre, a Santiago di Compostela a dicembre, in Bangladesh a dicembre, in Nigeria a dicembre ed in Bolivia nel secondo semestre di questo stesso anno. Egitto, Iraq, Turchia, Marocco, Mali e Giordania non ancora hanno deciso la data precisa.
Il FSM ha incitato all'organizzazione di diversi social forum, tra cui il Forum sociale europeo, il Forum sociale asiatico, il Forum sociale del Mediterraneo e il Forum sociale di Boston. Tutti i forum sociali aderiscono allo Statuto dei princìpi stilato dal World Social Forum.

## Relazioni col Vaticano
Dal 2002 la Caritas Internazionale ha partecipato regolarmente agli incontri annuali dell'FSM, in qualità di membro osservatore.
Secondo Alessandro Santagata, il World Social Forum del 2001 a Porto Alegre fu il punto di partenza per la creazione di un network mondiale che riunisce più di 100 organizzazioni di 70 Paesi sotto un'unica egida, che presenti forti affinità con i discorsi pubblici e i documenti promulgati da Giovanni Paolo II, Benedetto XVI e da papa Francesco. A partire dal 2002, si sarebbero tenuti in Vaticano incontri privati e non ufficiali in vista dei raduni annuali della rete.
Nell'ottobre 2014, Bergoglio ha incontrato in Vaticano vari movimenti e nell'occasione ha dichiarato:
(Città del Vaticano, 28 ottobre 2014)

## Critiche
Il FSM è soggetto alle stesse critiche avanzate contro i movimenti anti-globalizzazione o di globalizzazione alternativa, ovvero che la globalizzazione e il capitalismo a cui si oppongono sono inevitabili. I partecipanti al FSM hanno risposto che questa idea dell'inevitabilità della globalizzazione è un puro e semplice mito ideologico, abbracciando quindi lo slogan "Un altro mondo è possibile".
Gli oppositori di destra all'attuale ordine globale hanno criticato il presunto pluralismo del FSM, in quanto esso comprendebbe solo movimenti di sinistra (dai social-democratici agli anarchici).
Alleanza Cattolica, un'associazione di laici cattolici tradizionalisti ha definito FSM "un laboratorio di sovversione".
Anche alcune attività dei partecipanti al FSM sono state criticate, come nel 2001, quando alcuni attivisti invasero e distrussero una piantagione sperimentale transgenica della Monsanto.

## Edizioni
- I FSM - Porto Alegre, 25-30 gennaio 2001[7]
- II FSM - Porto Alegre, 31 gennaio-5 febbraio 2002[8]
- III FSM - Porto Alegre, 23-28 gennaio 2003[9]
- IV FSM - Mumbai, 16-21 gennaio 2004[10]
- V FSM - Porto Alegre, 26-31 gennaio 2005[11]
- VI FSM - Bamako, 19-23 gennaio 2006[12]; Caracas, 24-29 gennaio 2006[13]; Karachi, 24-29 marzo 2006
- VII FSM - Nairobi, 20-25 gennaio 2007[14]
- VIII FSM - Giornata di Azione Globale - 26 gennaio 2008
- IX FSM - Belém, 27 gennaio-1º febbraio 2009[15]
- X FSM - Porto Alegre, 26-29 gennaio 2010; Salvador de Bahia, 29-30 gennaio 2010; Madrid-Barcellona, 28-31 gennaio 2010; Praga-Stoccarda, 29-30 gennaio 2010; Osaka, 21-22 marzo 2010; Rio de Janeiro, 20-26 marzo 2010; Città del Messico, 2-4 maggio 2010; Detroit, 22-26 giugno 2010
- XI FSM - Dakar, 6-11 febbraio 2011
- XII FSM - Porto Alegre, 24-30 gennaio 2012
- XIII FSM - Tunisi, 26-30 marzo 2013
- XIV FSM - Tunisi, 23-28 marzo 2015
- XV FSM - Montréal, 9-14 agosto 2016
- XVI FSM - Salvador de Bahia, 13-17 marzo 2018
- XVII FSM - Città del Messico, 1-6 maggio 2022
- XVIII FSM - Porto Alegre, 23-28 gennaio 2023
- XIX FSM - Katmandu, 15-19 febbraio 2024